# Goryphus fasciatipennis
Goryphus fasciatipennis là một loài tò vò trong họ Ichneumonidae.